# Solidaritat Catalana (1980)
|  | Aquest article tracta sobre el partit polític de 1980. Vegeu-ne altres significats a «Solidaritat Catalana (desambiguació)». |

Solidaritat Catalana (SC) fou un partit polític català creat el 21 de febrer de 1980 per Joan Echevarria Puig, Celdoni Sala Vidal, Manuel Milián Mestre i Joan Rosell i Lastortras. Ideològicament es posicionà com a "dreta catalana" i era molt propera a Aliança Popular. Es presentà a les eleccions al Parlament de Catalunya de 1980 i va obtenir 64.000 vots (2,37%) i cap escó. Poc després la major part dels seus membres, entre ells Manuel Milián Mestre, passaren al Partit Popular.